# Teuscheria integrilabia
Teuscheria integrilabia är en orkidéart som beskrevs av Dodson. Teuscheria integrilabia ingår i släktet Teuscheria och familjen orkidéer.
Artens utbredningsområde är Ecuador. Inga underarter finns listade i Catalogue of Life.